# Courageous (Schiff)
Der spätere Flugzeugträger HMS Courageous (deutsch: „mutig“) der britischen Marine war ursprünglich das Typschiff von drei „large light cruisers“ (Große Leichte Kreuzer), die im Ersten Weltkrieg für den Plan des Ersten Seelords, Lord Fisher, konstruiert und gebaut wurden, ein Landungsunternehmen in der Ostsee an der pommerschen Küste durchzuführen. Es entstanden sehr schnelle, leicht gepanzerte Schiffe mit wenigen schweren Geschützen und einem geringen Tiefgang.
Die Courageous kam in den letzten beiden Kriegsjahren in der Nordsee zum Einsatz und nahm am zweiten Seegefecht bei Helgoland teil.
1924 bis 1928 erfolgte der Umbau zu einem Flugzeugträger. Zu Beginn des Zweiten Weltkrieges war Courageous mit einer Gruppe Zerstörer zur U-Boot-Jagd im Einsatz. Am Abend des 17. Septembers 1939 befand sie sich im Atlantik westlich des Ärmelkanals, als sie von zwei Torpedos des deutschen U-Bootes U 29 unter Kapitänleutnant Otto Schuhart getroffen wurde. Die Courageous sank innerhalb von 17 Minuten auf 50° 10′ N, 14° 45′ W. 519 Seeleute fanden den Tod. Sie war das erste britische Kriegsschiff, das im Zweiten Weltkrieg durch einen deutschen Angriff verloren ging.

## Bau und Einsatz

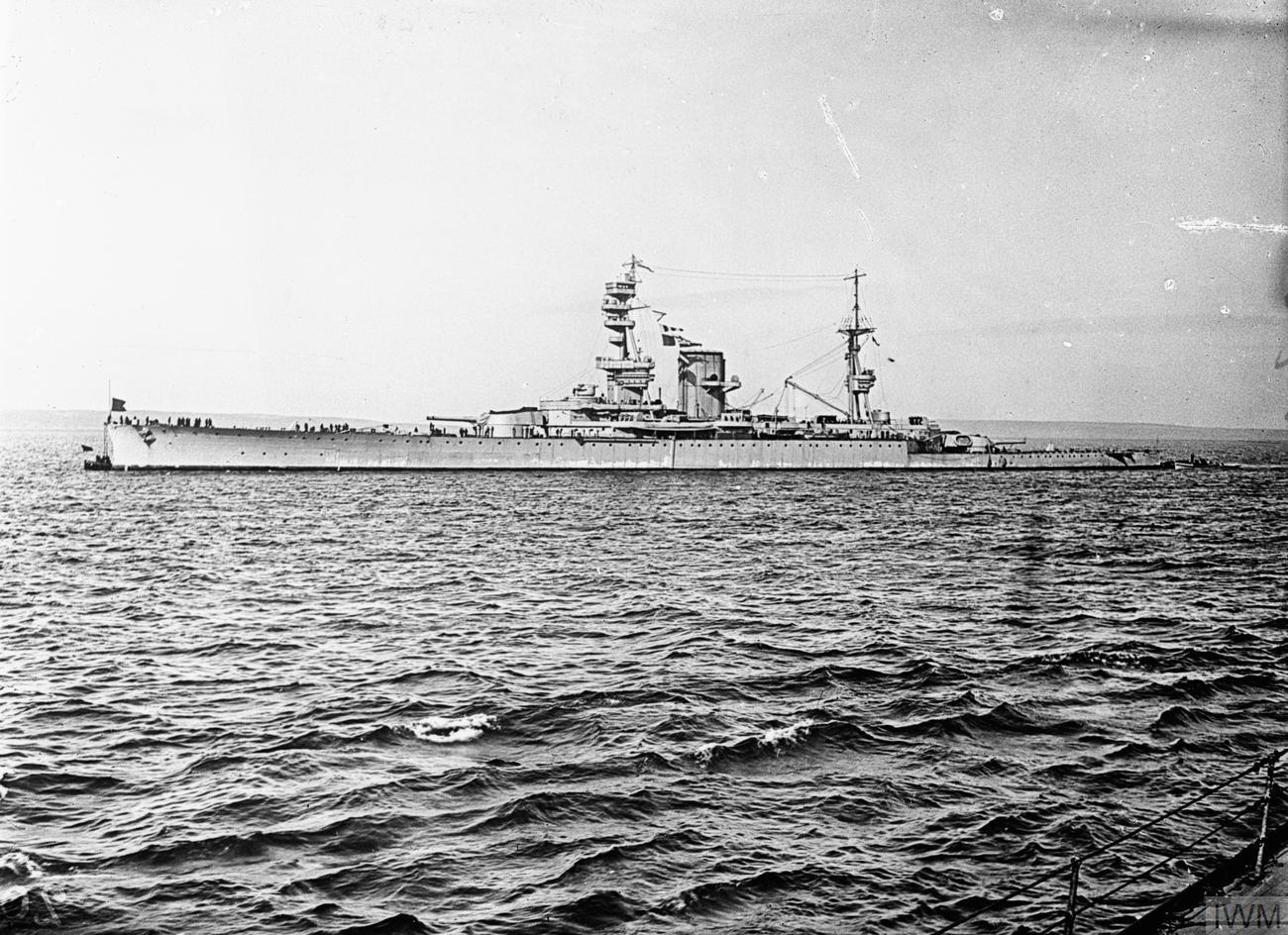
Courageous als Kreuzer im Ersten Weltkrieg

Das Schiff war ursprünglich als leichter Schlachtkreuzer auf der Werft in High Walker der Firma Armstrong-Whitworth unter der Baunummer 895 gebaut worden. Zusammen mit den Schwesterschiffen Glorious und der ebenfalls in High Walker unter der Baunummer 896 gebauten Furious sollte es in die Ostsee vordringen und dort ein amphibisches Landungsunternehmen durchführen, um eine zweite Front aufzubauen und Russland zu unterstützen. Nach dem Ausscheiden des nunmehrigen Sowjetrusslands aus dem Krieg wurde dieser Plan nicht umgesetzt. Mit ihrem Schwesterschiff Glorious wurde die Courageous in der Nordsee als Kreuzer eingesetzt. Das dritte Schiff, die Furious, die zwei 18-Zoll-Einzeltürme an Stelle der 15-Zoll-Zwillingstürme erhalten sollte, wurde schon als Behelfsflugzeugträger fertiggestellt. Sie erhielt nur das schwere Heckgeschütz und vorn einen Hangar für sieben bis acht Flugzeuge und führte Versuche als Flugzeugträger durch. Ab November 1917 entfernte die Bauwerft auch den schweren Heckturm der Furious, die am Heck nun ein Landedeck erhielt. Ab März 1918 war die Halbschwester als reiner Flugzeugträger im Einsatz.
Die Courageous nahm am zweiten Seegefecht bei Helgoland am 17. November 1917 teil. In der Verfolgung der deutschen II. Aufklärungsgruppe verschoss sie 92 Granaten ihrer schweren Artillerie und 180 Schuss mit ihrer Mittelartillerie, ohne einen richtigen Treffer zu erzielen und wurde auch selbst nicht getroffen.
Da die Schiffe wegen ihrer schweren Artillerie mit zum Überschreiten der auf der Washingtoner Flottenkonferenz im Jahr 1922 festgelegte Gesamttonnage für Schlachtschiffe beitrugen, wurde der Umbau der Courageous und Glorious zu Flugzeugträgern beschlossen. Ihre schweren Türme wurden eingelagert und dienten im Zweiten Weltkrieg zur Bewaffnung des letzten britischen Schlachtschiffes, der Vanguard, die erst 1946 fertiggestellt wurde.

### Umbau zum Flugzeugträger
Der Umbau der Courageous fand von 1924 bis 1928 in der Marinewerft Devonport in Plymouth statt. Er orientierte sich nur teilweise am 1921 bis 1925 erfolgten Umbau der Halbschwester Furious. Wie diese hatte sie zwei Hangardecks und ein unteres Startdeck vor dem Hangar. Sie erhielt aber eine seitliche Insel mit Schornstein, Brücke und Kommandoeinrichtungen, wie sie zuvor schon der Träger Eagle erhalten hatte. Der Umbau war am 21. Februar 1928 abgeschlossen und galt als sehr gelungen.
Ab Mai 1928 bis Juni 1930 diente die Courageous bei der in Malta stationierten Mittelmeerflotte, wo sie von der dann fertiggestellten Glorious abgelöst wurde. Nach der Überholung diente sie dann ab dem 12. August 1930 in der britischen Atlantikflotte, die 1932 in Home Fleet umbenannt wurde. Während der Abessinienkrise verlegte sie im August 1935 noch einmal ins Mittelmeer und kehrte im Februar 1936 nach England zurück. Bei den Routinewerftliegezeiten wurde sie regelmäßig modernisiert und erhielt so neue Bremskabel, zwei hydraulische Startkatapulte und moderne Flugzeugabwehrgeschütze. Im Dezember 1938 wurde sie in der Flotte durch die neue Ark Royal ersetzt. Als Schulträger blieb sie in Dienst, bis im Mai 1939 die Furious diese Aufgabe übernahm.

#### Einsatzmaschinen
Die ersten Einsatzmaschinen waren Blackburn Dart Torpedobomber, Fairey Flycatcher Jagdflugzeuge und Fairey IIIF Aufklärer. Die Flugzeuggruppe bestand von 1933 bis 1938 in der Regel aus der Jagdstaffel 800 (9 Hawker Nimrod, 3 Hawker Osprey; Marineversionen der Hawker Fury bzw. der Hawker Demon), der Torpedostaffel 810 (anfangs 12 Darts) und den beiden Mehrzweckstaffeln 820 und 821 (anfangs je 9  Fairey  IIIFs). Die drei letzten Staffeln erhielten im September 1937 je 12 Fairey Swordfish. Als Torpedobomber wurden auch Blackburn Ripon ab 1933, Blackburn Baffin ab 1934 und Blackburn Shark ab 1937 eingesetzt. Die Mehrzweckstaffeln verfügten über Fairey Seal ab 1933, Sharks ab 1934 und Baffins ab 1935.

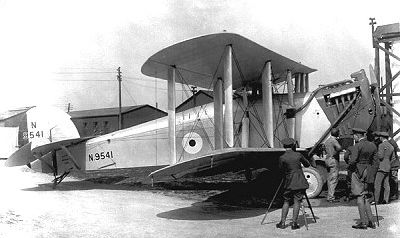
Blackburn Dart
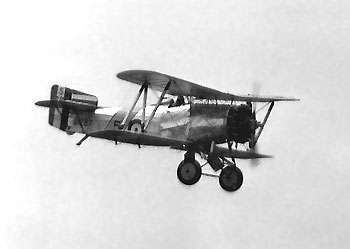
Fairey Flycatcher
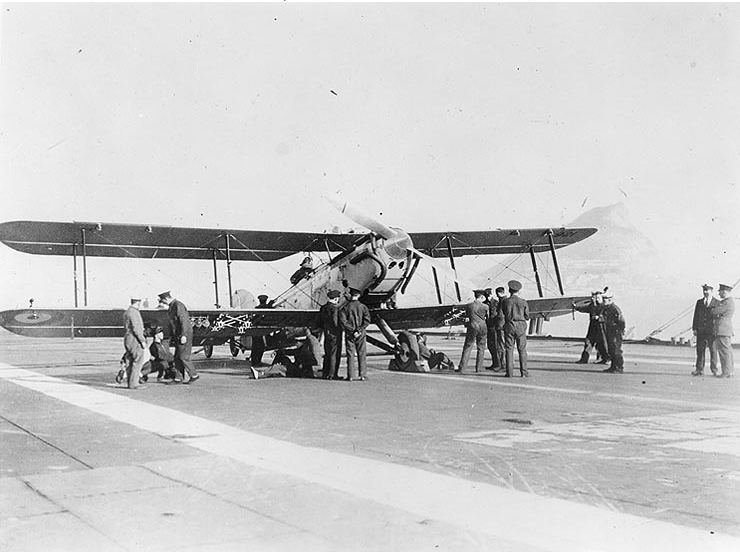
Fairey IIIF
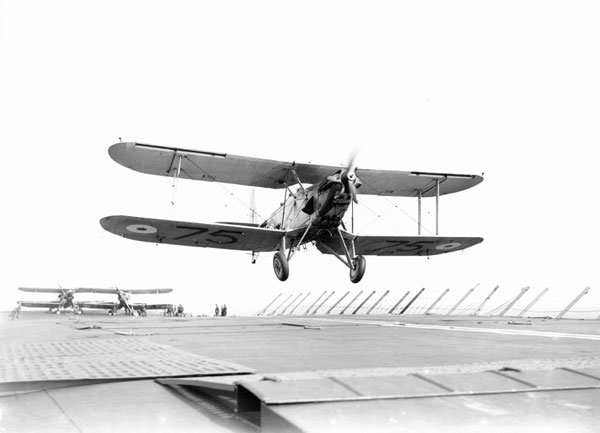
Blackburn Ripon
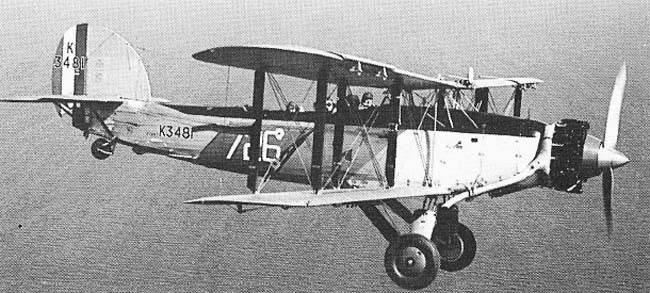
Fairey Seal
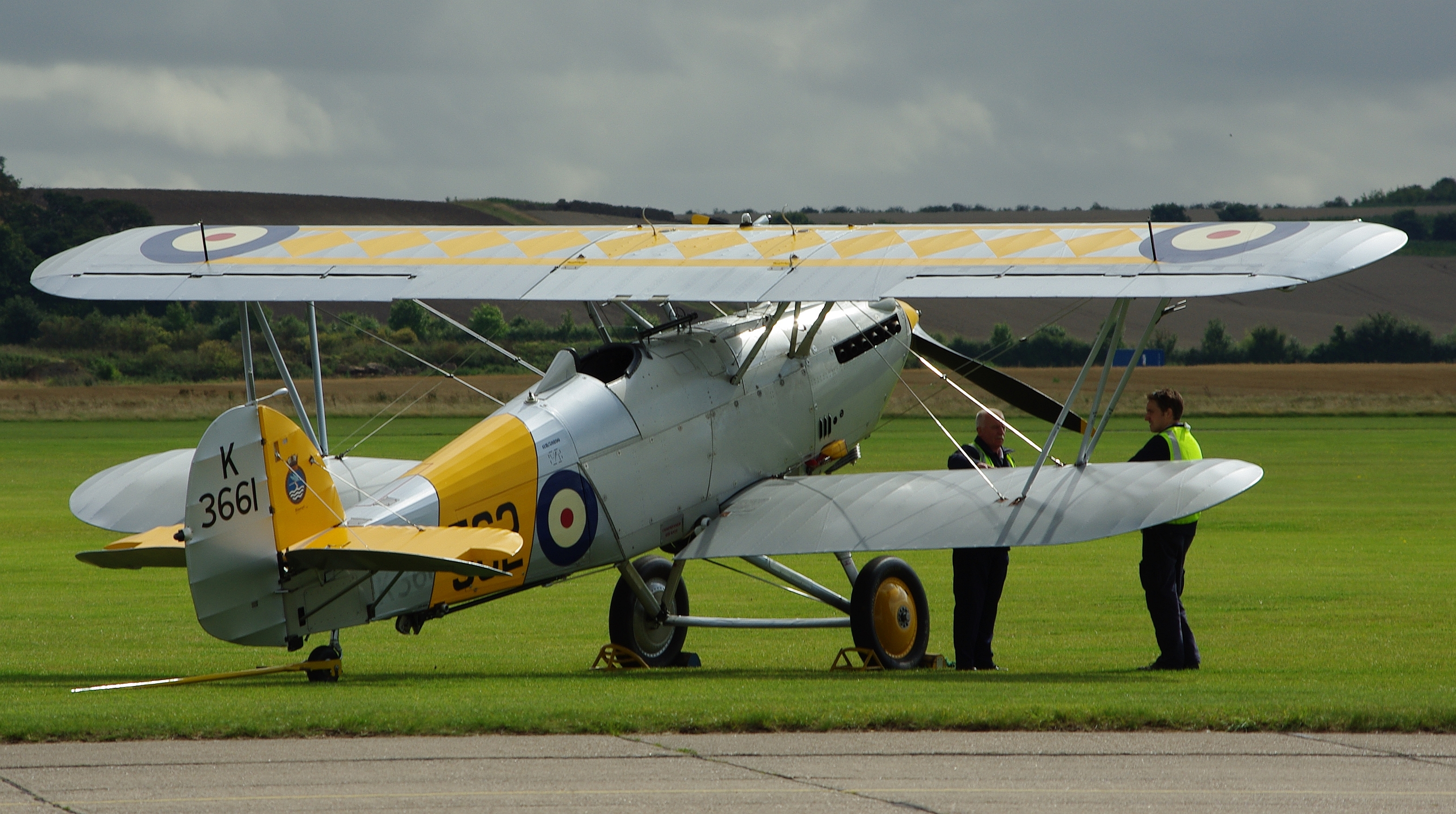
Hawker Nimrod
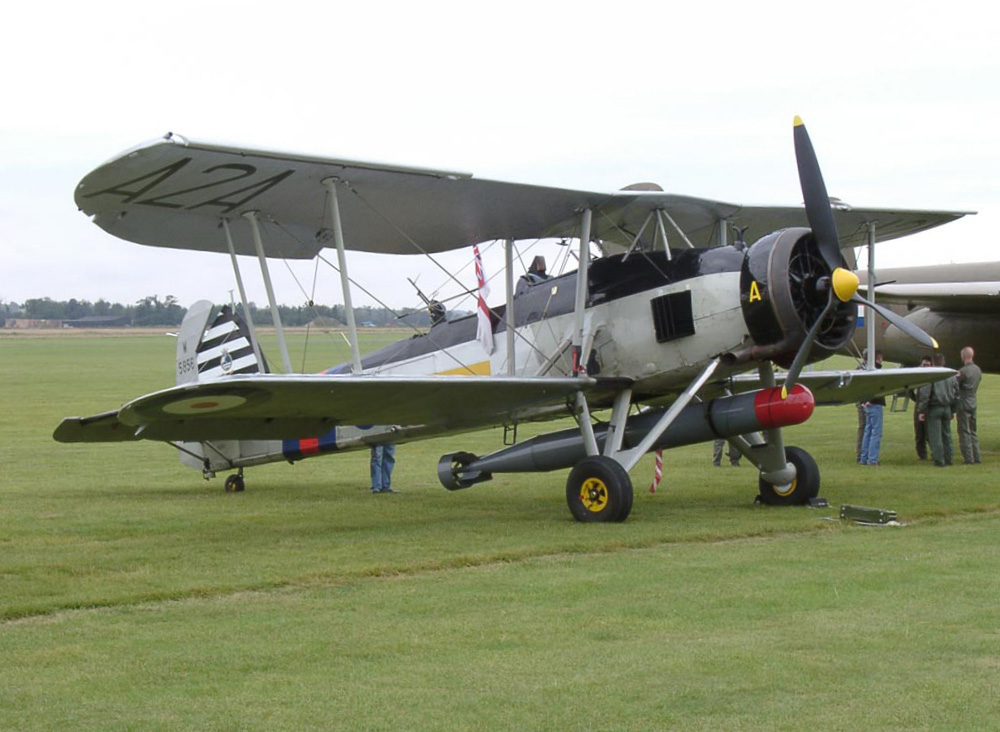
Fairey Swordfish

## Schicksal

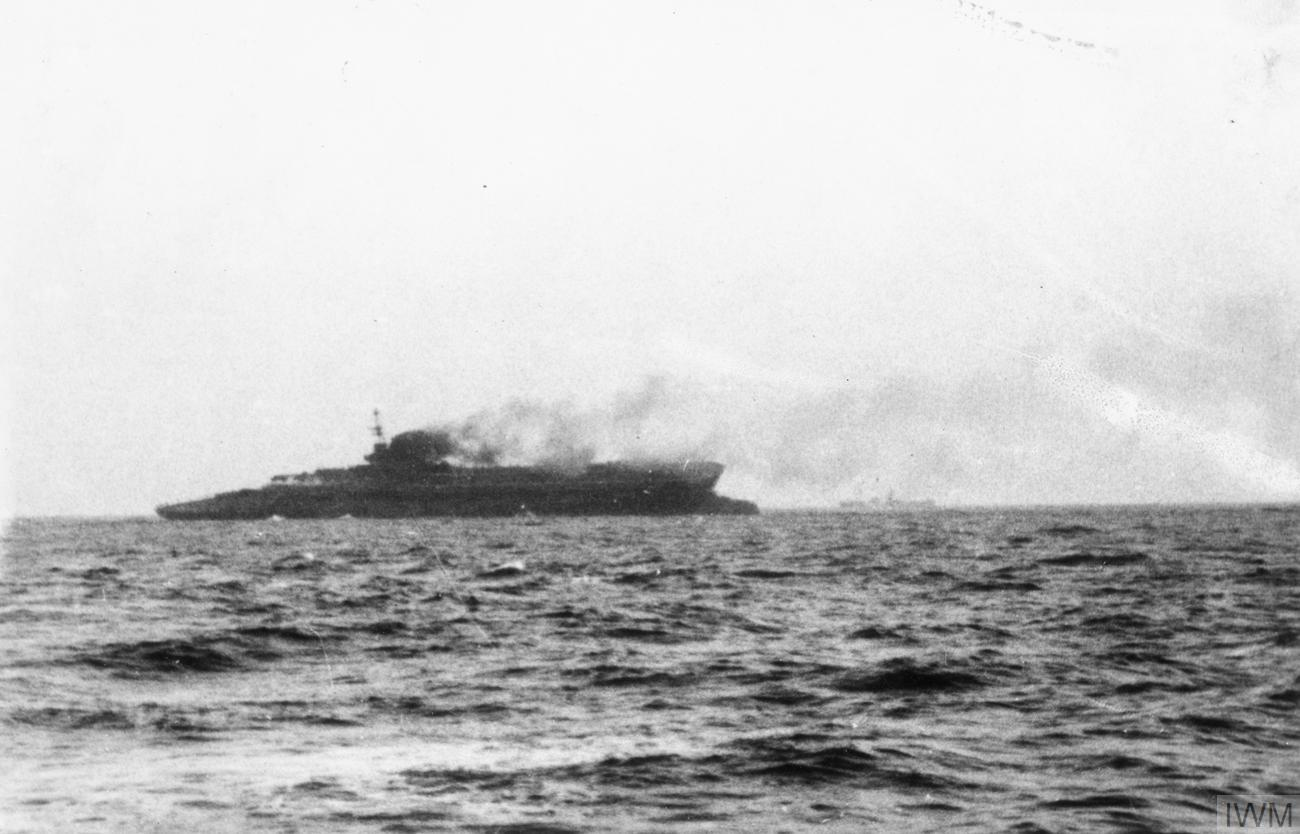
Die sinkende Courageous

Die Courageous ging bereits in den ersten Tagen des Zweiten Weltkriegs verloren. Der von den zwei Zerstörern Ivanhoe und Impulsive begleitete Flugzeugträger wurde am 17. September 1939 um 19:50 Uhr vom deutschen U-Boot U 29 mit zwei Torpedos getroffen, als er seine Flugzeuge starten wollte. Er sank nach nur 17 Minuten. Es überlebten 741 Mann, während die restlichen 519 Mann der Besatzung ihr Leben ließen, darunter auch der Kommandant des Schiffes, Captain William Tofield Makeig-Jones. Mit dem Träger gingen die Fairey Swordfish der Staffeln 811 und 822 der britischen Marineluftwaffe verloren. Die hohe Zahl an Überlebenden ist dem niederländischen Passagierdampfer Veendam, der 14 Rettungsboote einsetzte, und dem britischen Frachtschiff Dido, das mehr als 200 Mann aufnahm, zu verdanken. Daneben half auch der britische Frachter Collingworth. Die Geretteten wurden später dem Zerstörer Kelly übergeben.